# NGC 2378
NGC 2378 – gwiazda podwójna znajdująca się w gwiazdozbiorze Bliźniąt. Skatalogował ją Édouard Jean-Marie Stephan 8 lutego 1878 roku, sądząc, że jest otoczona ledwo dostrzegalną mgławicą. Baza SIMBAD błędnie identyfikuje obiekt NGC 2378 jako galaktykę NGC 2379.